# Stahlrohrlanze

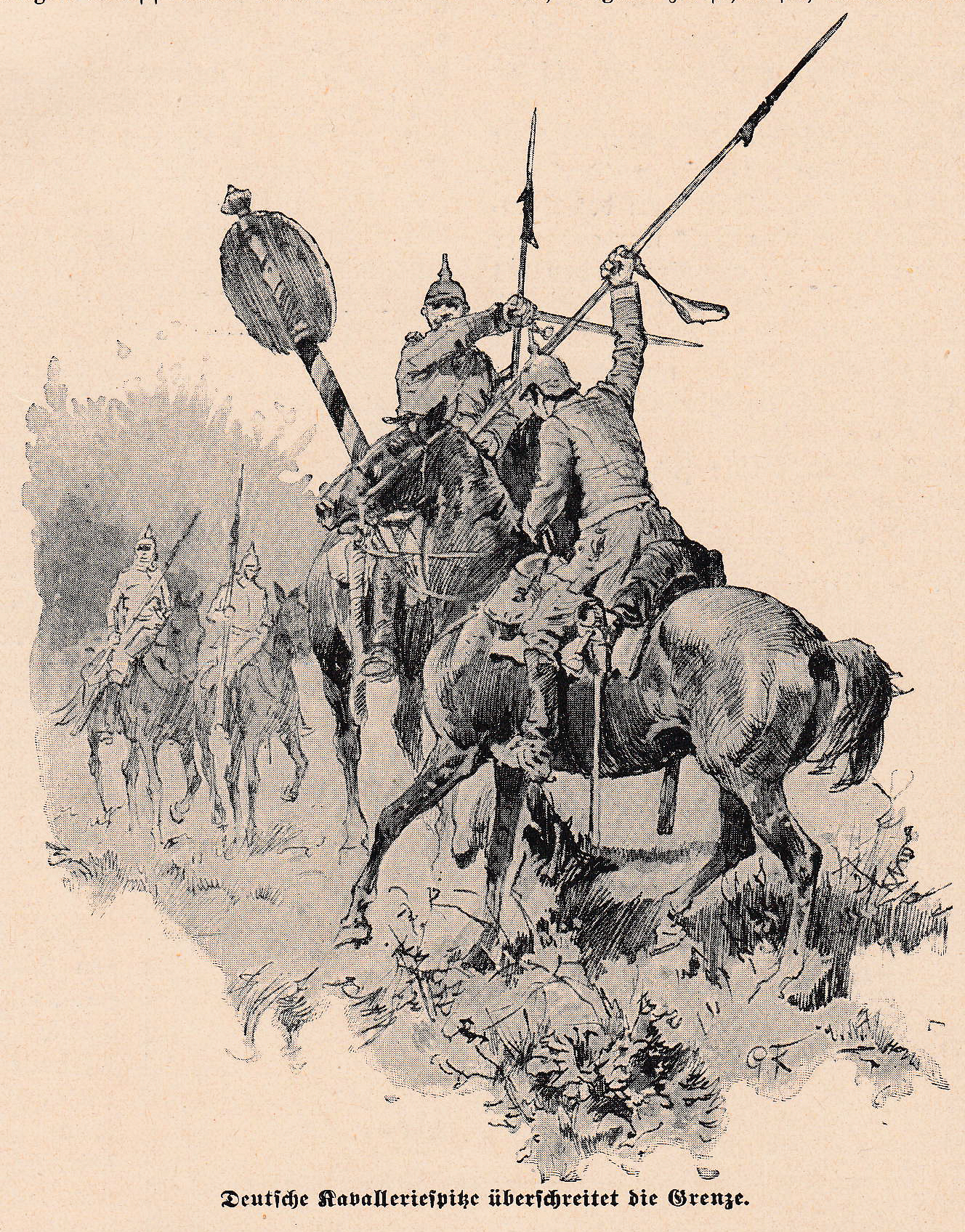
Niemieccy kawalerzyści uzbrojeni w stalowe lance, obalają znak graniczny w roku 1914

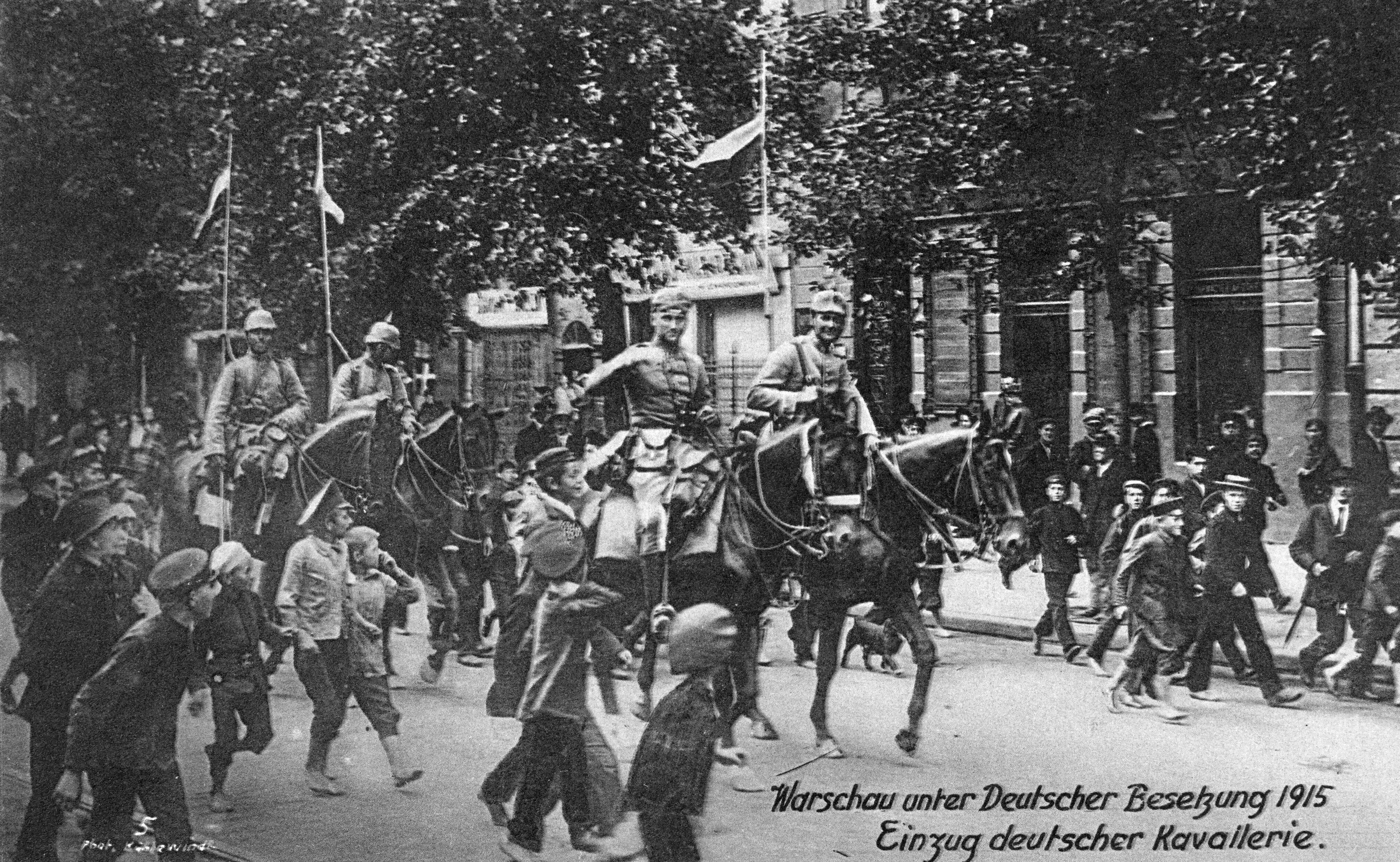
Kawaleria niemiecka uzbrojona w stalowe lance wkracza do Warszawy w czasie I wojny światowej

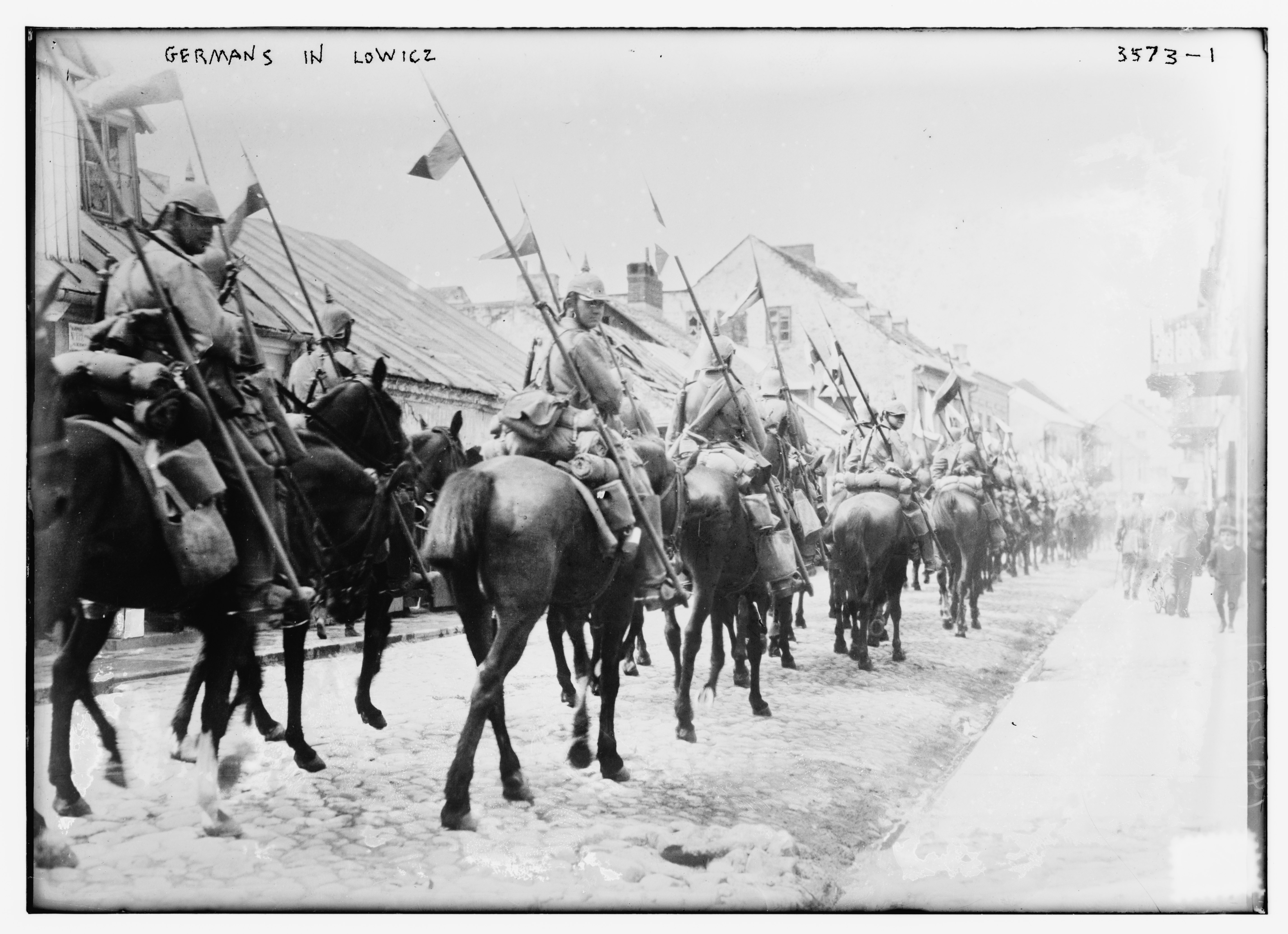
Niemieccy kawalerzyści uzbrojeni w stalowe lance wkraczają do Łowicza w czasie I wojny światowej

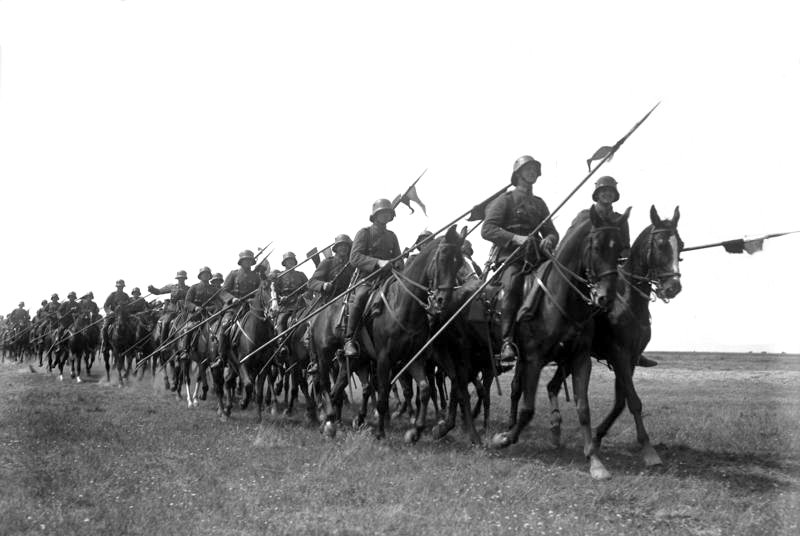
Kawaleria Reichswehry uzbrojona w stalowe lance

Stahlrohrlanze – niemiecka stalowa lanca występująca w dwóch wersjach M1890 i M1893nA, używana przez niemiecką kawalerię od lat dziewięćdziesiątych XIX wieku do roku 1927.  

## M1890
Kawaleria Cesarstwa Niemieckiego przeszła proces standaryzacji i reorganizacji pod koniec lat osiemdziesiątych XIX wieku. W ramach tego procesu wszystkie oddziały miały otrzymać lance, które wcześniej nosili tylko ułani; nosili je wszyscy szeregowcy i niektórzy podoficerowie. Ci podoficerowie, którym nie wydano lanc, oraz oficerowie kawalerii nadal uzbrojeni byli w szable. Początkowo wydawane były lance drewniane, ale w 1890 roku wprowadzono nowy, całkowicie stalowy projekt. W wydaniu Encyklopedii Britannica z 1911 roku stwierdzono, że użyto stali, ponieważ Niemcy mieli trudności ze zdobyciem drewnianych drzewców, w które mogliby wyposażyć swoją kawalerię. Brytyjscy lansjerzy używali drzewców bambusowych lub jesionowych, ale w Cesarstwie Niemieckim brakowało tych pierwszych, a encyklopedia stwierdzała, że jesion niemiecki nie był odpowiedni dla tych drugich. Ułani ze Śląska nadal nosili drewnianą lancę, ale później otrzymali lancę sosnową M1896.
Lanca M1890 była pierwszą lancą wykonaną w całości ze stali. Składała się z rękojeści z poczerniałej stali, grota z lśniącej stali i spiczastego stożkowego tylca u podstawy, dzięki czemu lanca mogła być wbita w ziemię i stać pionowo do góry. Na rozkaz do walki kawalerzyści zsiadali, wbijali lance w ziemię w miejscu, w którym miały zostać pozostawione konie i posuwali się naprzód, niosąc karabiny. Lanca miała długość 3,2 metra, a grot o przekroju czworokątnym miał długość 126 milimetrów. Skórzany temblak przymocowany był do środka rękojeści, zabezpieczony trzema mosiężnymi pierścieniami. Na rękojeści poniżej grota znajdowało się sześć pierścieni, przez które można było przewlec drut, aby utrzymać proporczyk lancy. Oznaczenia jednostek, numer seryjny i znak królewski wybijano na dwóch przeciwległych powierzchniach grota.

## M1893nA
M1893nA nieznacznie różniła się od lancy M1890. Po raz pierwszy rękojeść została wykonana z ciągnionej, miękkiej stali i miała średnicę 36 milimetrów. Grot, nadal czworokątny w przekroju, został nieco pogrubiony. Kruszyński (2021) opisał lancę jako mierzącą 3,2 metra, ale Larsen i Yallop (2017) jako mierzącą 3,137 metra – oba źródła zgadzają się, że lanca ważyła 2,12 kilograma. Pośrodku lancy znajdowała się mosiężna rękojeść, obszyta płótnem. W jednej trzeciej od podstawy znajdował się mosiężny pierścień ze skórzanym temblakiem, który służył do przenoszenia lancy (stożkowa podstawa pasowała do skórzanego rękawa przy prawym strzemieniu kawalerzysty).
Zamiast sześciu pierścieni do mocowania proporczyka w M1890, lanca M1893nA miała cztery pierścienie w półkulistych mosiężnych pokrętłach, bardziej masywnych niż te w modelu z 1890 roku. M1890, która pozostawała w służbie wraz z nowszym modelem, została zmodyfikowana, aby bardziej go przypominała, z usuniętymi dwoma pierścieniami. Zmodyfikowany egzemplarz znajduje się w zbiorach brytyjskiej Royal Armouries. Wszystkie lance przed 1914 rokiem były produkowane przez Królewską Fabrykę Karabinów w Gdańsku.
Kawaleria niemiecka (niektóre jednostki były spieszone i walczyły jako piechota) podczas I wojny światowej była wyposażona w lance. Stały się jedyną bronią kawalerii do walki w zwarciu po wycofaniu szabel ze służby polowej w 1915 roku i pozostały nią do końca wojny. Lanca nadal służyła w kawalerii powojennej Reichswehry, ale została wycofana ze służby polowej w 1927 roku. Niektóre jednostki nosiły szable aż do II wojny światowej.